# Cuves (Haute-Marne)
Cuves é uma comuna francesa na região administrativa de Grande Leste, no departamento de Haute-Marne. Estende-se por uma área de 5,4 km². Em 2010 a comuna tinha 26 habitantes (densidade: 4,8 hab./km²).